# 엘리트 건달
《엘리트 건달》(エリートヤンキー三郎 에리토양키사부로[*])는 아베 쇼지의 일본 만화이다. 고단샤의 만화잡지 《주간 영 매거진》에 2000년부터 2005년까지 연재됐으며, 단행본은 총26권이다. 2007년에는 드라마화, 2009년에는 영화화되었다.

## 드라마

### 출연진
- 오코우치 사부로 - 이시구로 히데오
- 아사이 하루나 - 쿠라시나 카나
- 점쟁이 - 나카마 유키에
- 리나 - 니시노 쇼